# Ciudad Quesada
Ciudad Quesada est une ville du Costa Rica située province d'Alajuela. La ville possède une superficie de 145,31 km2 et une population de 42 060 habitants en 2011.

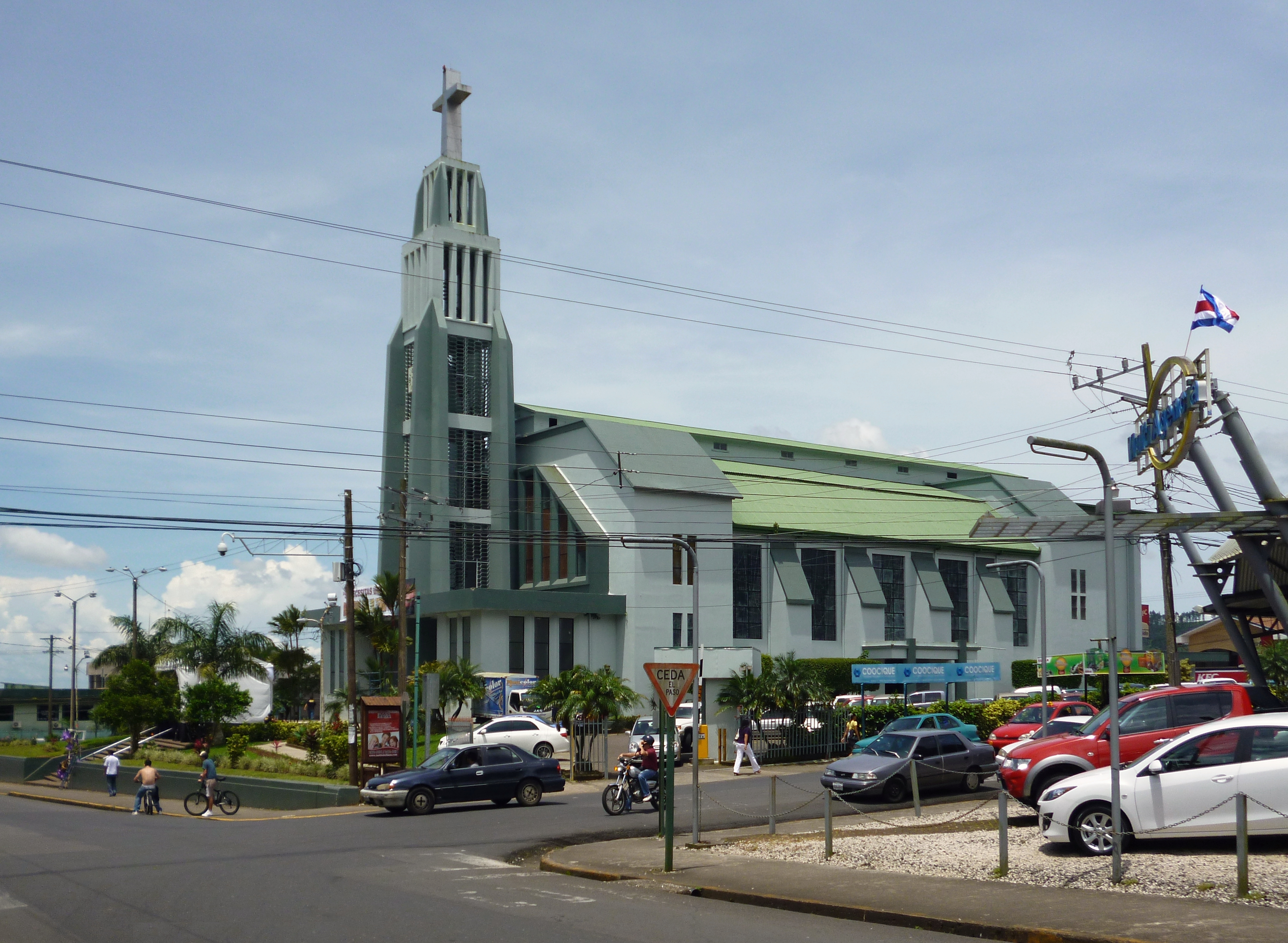
Cathédrale Saint Charles Borromeo